# Loch Ericht
Loch Ericht (skotskou gaelštinou Loch Eireachd) je jezero na hranicích krajů Highland a Perth a Kinross ve Skotsku. Jezero se nachází v nadmořské výšce 351 m v údolí v Grampianech, které je protáhlé v délce 23 km a je maximálně 3 km široké. Má rozlohu 18,6 km² a s ní se řadí na desáté místo ve Skotsku.

## Okolí
Západně se nachází hora Ben Alder (1148 m n. m.). Na severním konci stojí vesnice Dalwhinnie.

## Vodní režim
Vodu přijímá aquaduktem Cuaich ze severu a na jih odtéká voda řekou Ericht k vodní elektrárně na jezeře Loch Rannoch.

## Využití
Jezero bylo zahrazeno v roce 1931 na obou koncích a vzniklá přehradní nádrž se stala součástí Tummel Hydroelectric Power Scheme.